# 山田興一
山田 興一（やまだ こういち、1939年3月10日 - 2023年7月6日）は、日本の工学者。科学技術振興機構低炭素社会戦略センター副センター長、東京大学理事。専門は、化学システム工学、地球環境工学、電気化学、等。

## 略歴
- 1939年 東京都に生まれる
- 1962年 横浜国立大学工学部電気化学科卒業
- 1962年 住友化学工業（株）愛媛研究所
- 1967年 マックス・プランク研究所客員研究員
- 1982年 工学博士（東京大学）
- 1991年 東京大学工学部客員教授
- 1996年 東京大学大学院工学系研究科化学システム工学専攻教授
- 1999年 信州大学繊維学部教授
- 2004年 財団法人地球環境産業技術研究機構科学研究グループ主席研究員
- 2005年 - 2006年 財団法人地球環境産業技術研究機構理事
- 2005年 - 2009年 東京大学理事
- 2009年 - 東京大学総長室顧問
- 2009年 - 科学技術振興機構低炭素社会戦略センター副センター長

## 主な著書
- 「地球環境と材料」（裳華房、1999年）ISBN 4-7853-6722-9
- 「地球環境のためのエコマテリアル入門」（オーム社、1993年）ISBN 427402251X
- 「太陽光発電工学」（日経BP社、2002年）ISBN 4822281485